# Homaemus bijugis
Homaemus bijugis är en insektsart som beskrevs av Philip Reese Uhler 1872. Homaemus bijugis ingår i släktet Homaemus och familjen sköldskinnbaggar. Inga underarter finns listade i Catalogue of Life.